# Petah Tikva
Petah Tikva (tiếng Hebrew: פֶּתַח תִּקְוָה) là một thành phố của Israel. Thành phố Petah Tikva thuộc quận Trung tâm. Thành phố Petah Tikva có diện tích 35,9 km², dân số là 209.600 người (cuối năm 2009). Thành phố có cự ly 10,6 km (6,59 mi) về phía đông của Tel Aviv.

## Lịch sử

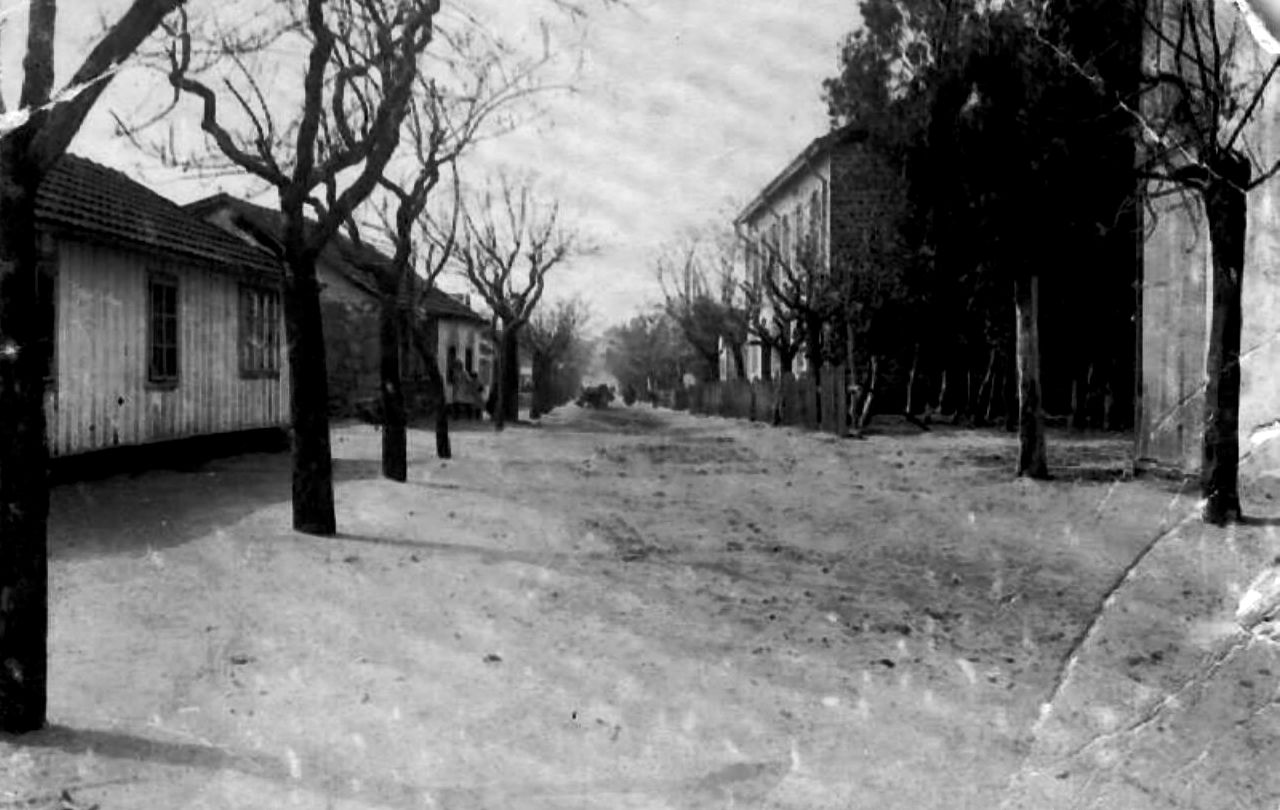
Petah Tikva vào năm 1911

Tại nơi mà Petah Tikva hiện diện trước đây đã có một ngôi làng tồn tại trong một thời gian dài, có tên là Mulabbis.

### Thập tự chinh và thời kỳ Mamluk
Khirbat Mulabbis được cho là xây dựng trên khu vực của ngôi làng Thập tự chinh Bulbus, đây là tên được đề xuất vào thế kỷ 19 bởi học giả người Pháp J. Delaville Le Roulx.(fr) Một nguồn bên Thập Tự chinh từ năm 1133 CE tuyên bố Count of Jaffa trao vùng đất này cho Hospitaller bao gồm "the mill/mills of the three bridges" ("des moulins des trios ponts").
Năm 1478 CE  (883 AH), Sultan của Ai Cập Mamluk, Qaitbay, lấy một phần tư thuế từ Mulabbis cho ba thực thể: Madrasa Al-Ashrafiyya tại Jerusalem,  và một mosque ở Gaza.

### Thời kỳ Ottoman

#### Mulabbis
Trong lịch sử Mulabbis được ghi nhận là Milus, một ngôi làng có 42 gia đinh Muslim, được ghi nhận trong  hồ sơ thuế của Ottoman vào năm 1596.
Ngôi làng xuất hiện dưới cái tên Melebbes trên bản đồ vẽ của Pierre Jacotin khi Napoleon xâm lược vào năm 1799, trong khi nơi đây có tên el Mulebbis trên bản đồ Nam Palestine mà Heinrich Kiepert xuất bảo vào năm 1856. Ngôi làng bắt đầu đông đúc trong cuộc viễn chinh của Ibrahim Pasha của Ai Cập đến Levant (1831-1841) bởi các cư dân Ai Cập đến từ Abu Hamed al-Masri Clan, trong làn sống di cư đến vùng đất thấp ven biển Palestine.
Năm 1870 Victor Guérin  ghi nhận Melebbes là một ngôi làng nhỏ có 140 cư dân, bao quanh bởi các cánh đồng dư hấu và thuốc lá. Một ngôi làng Ottoman village trong cùng năm ghi nhận Mulebbes  có 43 hộ dân và dân số là 125, mặc dù thống kê dân số chỉ bao gồm đàn ông. Tài liệu cũng ghi nhận ngôi làng nằm trên một ngọn đồi, (Auf einer anhöhe"), khoảng cách 2 3/4 giờ đi phía đông bắc Jaffa.
Palestine Exploration Fund xuất bản Survey of Western Palestine khi đến Mulebbis vào năm 1874 và mô tả đây là " một ngôi làng bùn tương tự Al-Mirr, với một cái giếng." Sau khi vùng đất Mulabbis được bán cho những người khởi nghiệp Do Thái, cư dân nơi đây rời đi qua các ngôi làng kế cận như Jaljulia và Fajja, al-Abbasiyya, Hadera và Jordan.

#### Petah Tikva

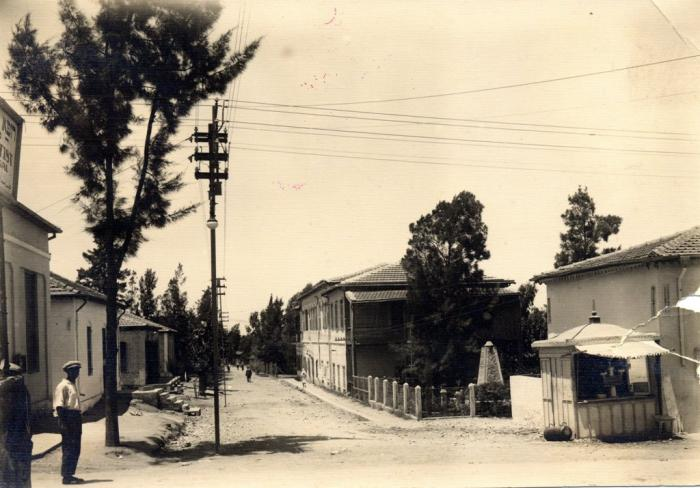
Petah Tikva in the 1920s

Petah Tikva được thành lập vào năm 1878 bởi những người Do Thái tiên phong từ châu Âu, trong số họ có Yehoshua Stampfer, Moshe Shmuel Raab, Yoel Moshe Salomon, Zerach Barnett, và David Gutmann, cũng như Rabbi Lithuania Aryeh Leib Frumkin là người xây ngôi nhà đầu tiên. Đây chính là khu định cư nông nghiệp Do Thái hiện đại đầu tiên ở Ottoman Southern Syria (do đó nơi này có danh hiệu "Mother of the Moshavot"). 

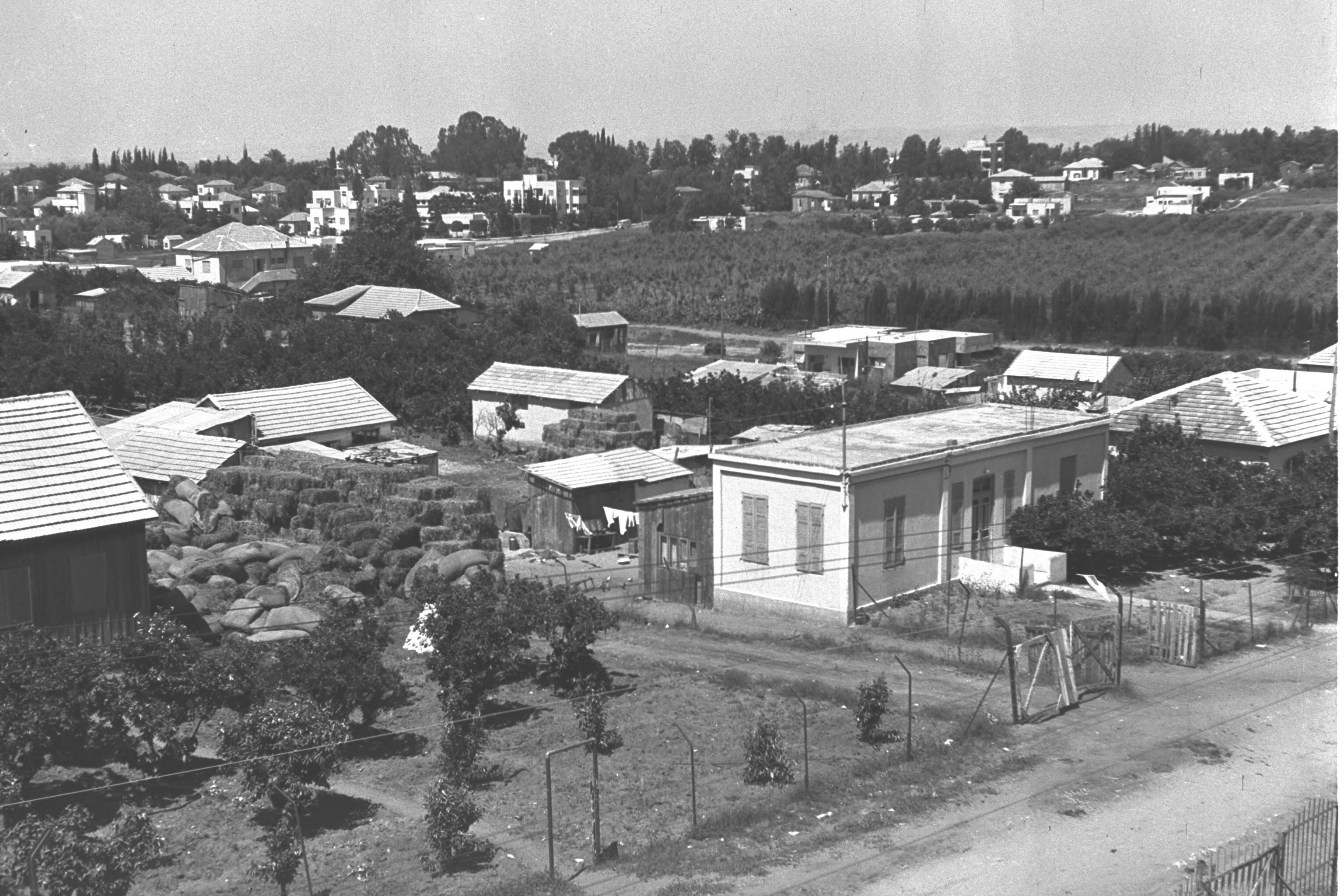
Petah Tikva in 1936

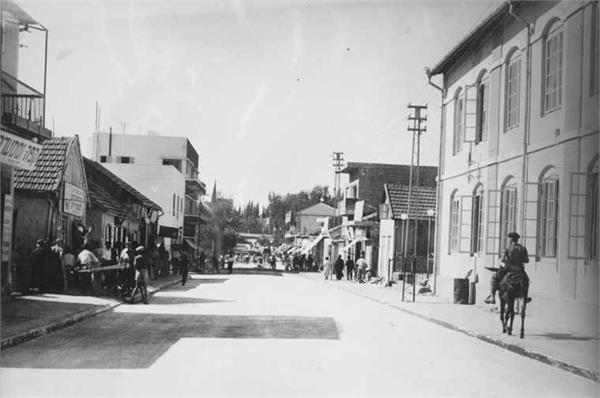
Petah Tikva in 1936

Với dự định ban đầu là thành lập một khu định cư ở Thung lũng Achor, gần Jericho, những người tiên phong đã mua đất trong khu vực này. Tuy nhiên, Abdülhamid II hủy thỏa thuận mua bán và cấm họ định cư ở đây, nhưng họ vẫn giữ cái tên Petah Tikva như để duy trì quyết tâm.
Năm 1878 những người sáng lập Petah Tikva biết được vùng đất phía đông bắc Jaffa gần ngôi làng Mulabes (hay Umlabes) có thể mua được. Vùng đất này thuộc về quyền sở hữu hai doanh nhân Công giáo đến từ Jaffa, Antoine Bishara Tayan và Selim Qassar, và hiện đang có 30 nông dân đang làm việc ở đây. Tài sản của Tayan lớn hơn với gần 8,500 dunams, nhưng đa phần là vùng đầm lầy sốt rét trong Thung lũng Yarkon. Tài sản của Qassar gần 3,500 dunam, chỉ cách phía nam the Yarkon vài km, cách xa vùng đầm lầy. Phần của Qassar được mua lại vào 30 tháng 7, 1878. Cổ phần của Tayan được mua lại khi một nhóm người định cư thứ 2, có tên Yarkonim, đến Petah Tikva  vào năm sau đó. Ottoman Sultan Abdul Hamid II cho phép cuộc mua bán xảy ra vì tính chất đất xấu.
Một trận dịch sốt rét xảy ra vào năm 1880, buộc những người định cư phải rời bỏ vùng đất này. Những người còn ở lại di chuyển về phía nam đến Yehud. Sau đó Petah Tikva được những người định cư Bilu đến ở vào năm 1883 với một số gia đình ban đầu. Nhờ tiền hỗ trợ giúp thoát nước cho vùng đầm lầy từ Baron Edmond de Rothschild, cuộc sống dân thuộc địa đã ổn định.
Khi biết được ý định của bưu điện nước Áo ở Jaffa muốn mở chi nhánh tại Petah Tikva, một thị trưởng đầu tiên Yitzchak Goldenhirsch, đã đề nghị hỗ trợ với điều kiện rằng lãnh sự quán Áo phải phát hành tem tiếng Hebrew và một con dấu đặc biệt cho Petah Tikva. Con tem được thiết kế bởi một nghệ sĩ không rõ danh tánh khắc họa một cánh ruộng, các đồng cỏ và một cây cam trĩu quả. Giá của con tem là 14 paras (một đồng tiền Thổ Nhĩ Kỳ) và có chữ 'Petah Tikva' viết bằng chữ cái Hebrew.
David Ben Gurion sống ở Petah Tikva một vài tháng trước khi đến Palestine vào năm 1906. Tại thời điểm đó, dân số nơi này khoảng 1000, một nửa trong số họ là nông dân. Ông làm việc theo mùa vụ tại các vườn cam. Nhưng ông sớm bị nhiễm sốt rét và được bác sĩ huyên nên trở về châu Âu. Sau khi chuyển về Jaffa sau 1 năm, ông tổ chức một nghiệp đoàn Do Thái tại Petah Tikva.
Trong Chiến dịch Sinai và Palestine của Thế chiến I, Petah Tikva là nơi đón dân tị nạn từ Tel Aviv và Jaffa, vì họ bị lưu đày bởi chính quyền Ottoman sau khi từ chối gia nhập quân đội Ottoman chiến đấu chống lại lực lượng Anh quốc. Thi trấn chịu nhiều thiệt hại do nằm trên chiến tuyến giữa Anh và Ottoman trong chiến tranh.

### Thời kỳ Ủy trị Anh quốc (1917–1948)

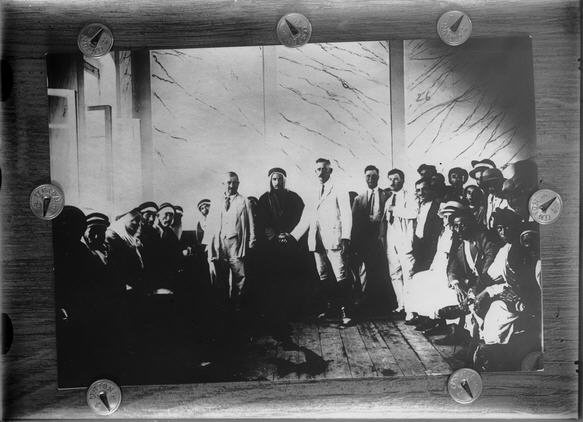
Petah Tikva peace treaty 1927

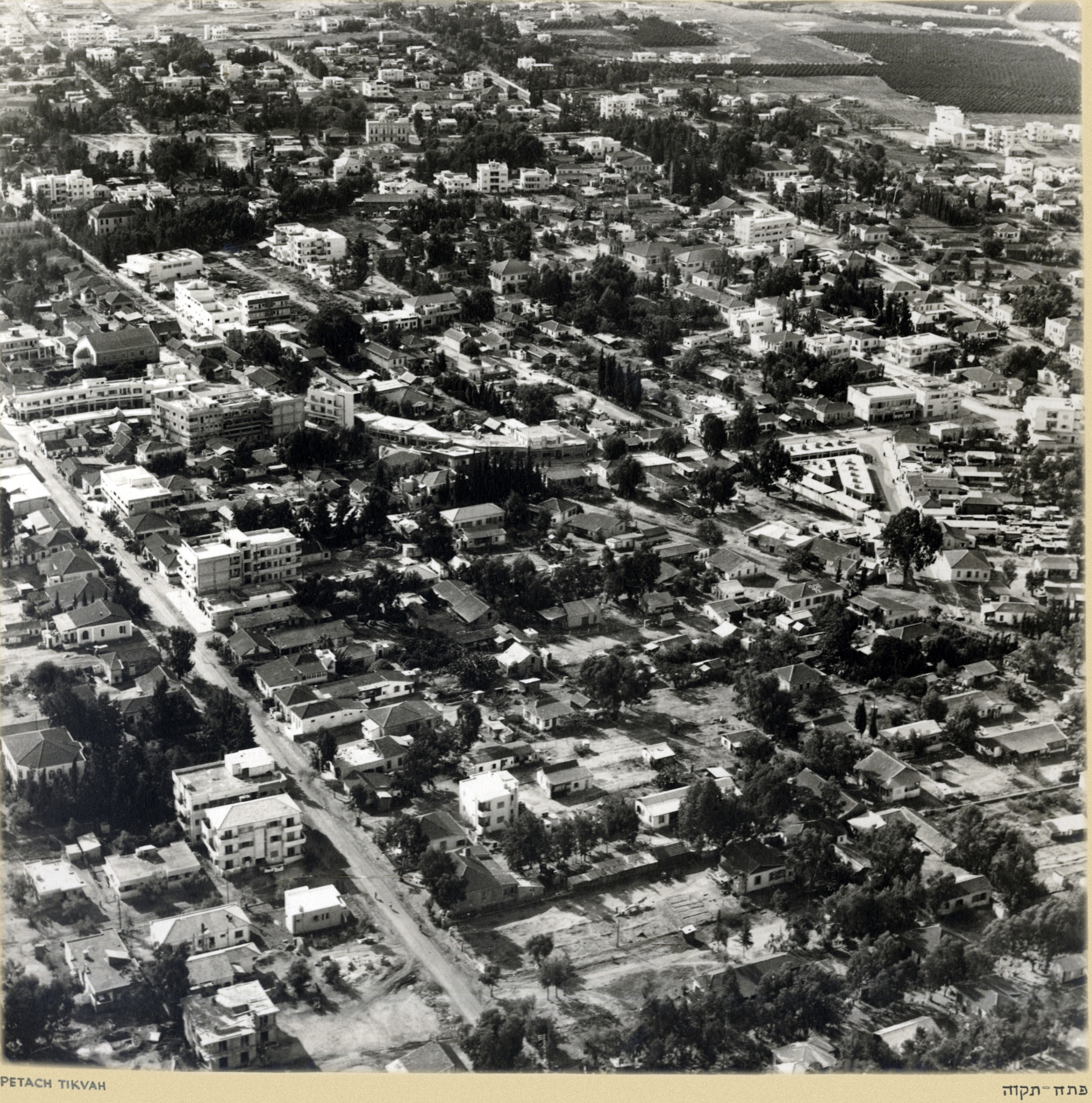
Aerial view of Petah Tikva, late 1930s

Đầu thập kỷ 1920, công nghiệp bắt đầu phát triển trong vùng Petah Tikva. Năm 1921, Petah Tikva được trao quy chế hội đồng địa phương bởi chính quyền Anh. Petah Tikva cũng là nơi diễn ra các cuộc cướp bóc của Ả Rập vào tháng 5 năm 1921, dẫn đến cái chết của bốn người Do Thái.
Theo Thống kê dân số 1922 của Palestine do Chính quyền Ủy trị Anh thực hiện, Petah Tikva có dân số là 3,032; 3,008 người Do Thái, 22 người Hồi giáo và 2 công giáo La Mã.

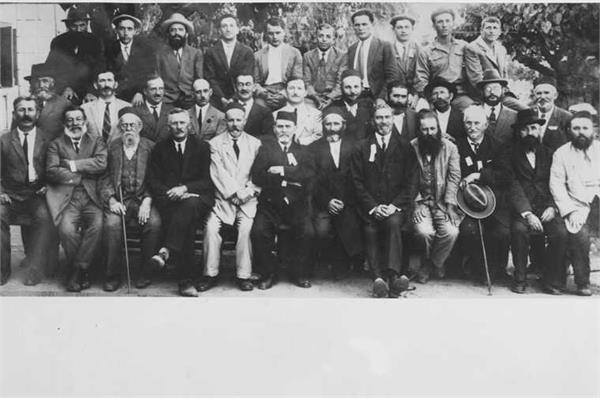
Petah Tikva Council in 1928

Theo thống kê dân số 1931, dân số đã tăng lên 6,880 cư dân, sống trong 1,688 căn nhà. Năm 1937, nơi này được công nhận là một thành phố. Thị trưởng đầu tiên là Shlomo Stampfer, là con của một trong những người sáng lập Yehoshua Stampfer.
Petah Tikva, trung tâm trồng trọt chanh, được cả chính quyền Anh và Công ty Jaffa Electric xem là khách hàng tiềm năng quan trọng cho nhu cầu tưới tiêu. The Auja Concession, được trao cho Jaffa Electric Company vào năm 1921, bao gồm phần tương đối rộng của khu định cư Do Thái tại Petah-Tikva. Nhưng cho tới tận cuối năm 1929 công ty mới đệ trình hệ thống tưới tiêu cho Petah-Tikva, và được chính phủ chấp thuận vào năm 1930.
Năm 1931 Ben Gurion ghi nhận Petah Tikva có 5000 cư dân và tuyển dụng 3000 lao động Arab.
Trong thập niên 1930, những người tiên phong thành lập Kibbutz Yavneh đến từ phong trào Religious Zionist nhập cư vào British Mandate of Palestine, định cư gần Petah Tikva trên đất sở hữu bởi công ty Đức của người Do Thái. Sau khi hoàn thiện kỹ năng nông nghiệp học từ Đức, những người tiên phong này bắt đầu xây kibbutz của họ vào năm 1941, và dùng Petah Tikva như là căn cứ.

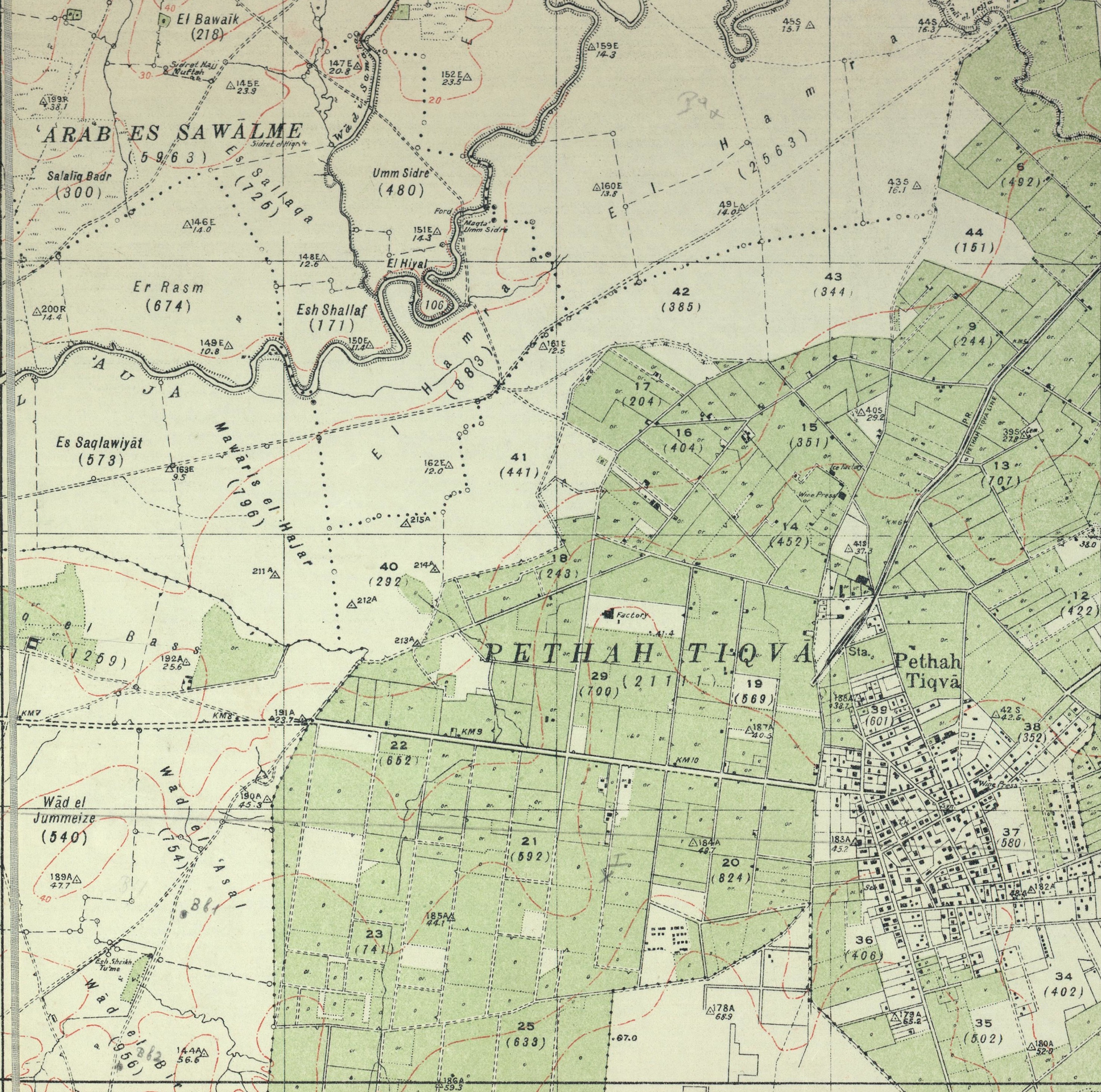
Petah Tiqva 1928 1:20,000
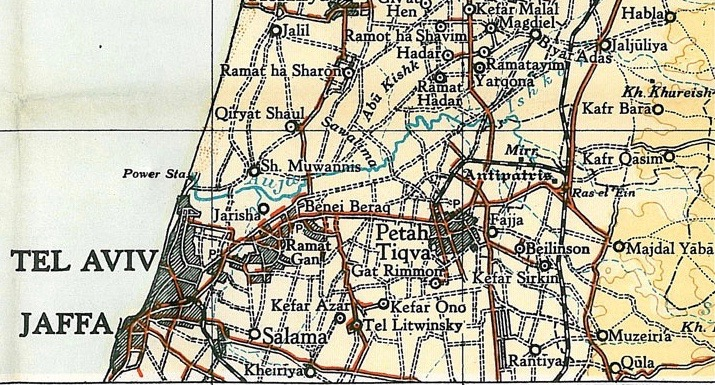
Petah Tiqva 1945 1:250,000